# Monagas Sport Club
Pour les articles homonymes, voir Monagas.
Maillots
Actualités
Dernière mise à jour : 13 février 2012.
Le Monagas Sport Club est un club vénézuélien de football basé à Maturín.

## Palmarès
- Championnat du Vénézuela : 2017

## Personnalités

### Présidents
| Nom                    | Années    |
| ---------------------- | --------- |
| Rubén León             | 1988-1992 |
| Romualdo Romero        | 1993-1995 |
| Jesús Salgado          | 1995-1996 |
| Rafael Castellín Osuna | 1997      |
| Claudio González       | 2000-2001 |
| Roicis Pérez           | 2001-2003 |
| Antonio del Moral      | 2003-2004 |
| Antonio Núñez          | 2004      |
| Manuel Villalba        | 2005      |
| Ramón Caballero        | 2005-2006 |
| Nelson Rodríguez       | 2006-2009 |
| Eduardo Pinto          | 2010      |
| Willy Farias           | 2010-2011 |
| Darwin Ágreda          | 2012      |
| Gustavo Mendiri        | 2013-2014 |
| Manuel Villalba        | 2014-2016 |
| José González Espín    | 2016-2017 |
| Nicolás Fernández      | 2017-     |

### Entraîneurs
| Nationalité                                   | Nom                   | Années                          | Championnat                         |
| --------------------------------------------- | --------------------- | ------------------------------- | ----------------------------------- |
| Drapeau du Brésil · Drapeau du Venezuela      | Joaquín Da Silva      | 1988                            | Segunda División                    |
| Drapeau du Venezuela                          | Alexander Titi        | 1988-1989                       | Segunda División                    |
| Drapeau du Brésil                             | Gilberto Viana        | 1989-1990                       | Segunda División                    |
| Drapeau du Venezuela                          | Bejuma                | 1990                            | Segunda División                    |
| Drapeau de l'Uruguay · Drapeau du Venezuela   | Víctor Pignanelli     | 1990/91-1993/94                 | Primera División                    |
| Drapeau de l'Uruguay                          | Luis Fernández        | 1993/94                         | Primera División                    |
| Drapeau de la Colombie                        | Antonio Mejias        | 1993/94                         | Primera División                    |
| Drapeau de la Colombie                        | Radamel García        | 1994/95-1995/96                 | Primera División                    |
| Drapeau du Venezuela                          | Manolo Contreras      | Nacional 2001                   | Primera División                    |
| Drapeau de la Colombie · Drapeau du Venezuela | Eduardo Borrero       | Apertura 2001-Apertura2002      | Primera División                    |
| Drapeau du Venezuela                          | Luis Mendoza          | Clausura 2003                   | Primera División                    |
| Drapeau de l'Argentine                        | Daniel Lanata         | Clausura 2003-Apertura 2003     | Primera División                    |
| Drapeau du Venezuela                          | Alí Cañas             | Apertura 2003-Clausura 2005     | Primera División                    |
| Drapeau du Venezuela                          | Franco Fasciana       | Clausura 2005-Apertura 2005     | Primera División                    |
| Drapeau de la Colombie · Drapeau du Venezuela | Eduardo Borrero       | Apertura 2005-Clausura 2006     | Primera División                    |
| Drapeau du Venezuela                          | Franco Fasciana       | Clausura 2006-Apertura 2006     | Primera División                    |
| Drapeau du Venezuela                          | Del Valle Rojas       | Apertura 2006                   | Primera División                    |
| Drapeau de la Colombie                        | Bernardo Redín        | Apertura 2006-Clausura 2007     | Primera División                    |
| Drapeau du Venezuela                          | Alí Cañas             | Clausura 2007-Apertura 2007     | Primera División                    |
| Drapeau du Venezuela                          | Darío Martínez        | Clausura 2008                   | Primera División                    |
| Drapeau de l'Argentine                        | Horacio Matuszyczk    | Clausura 2008-Apertura 2008     | Primera División                    |
| Drapeau de l'Espagne · Drapeau du Venezuela   | Manuel Plasencia      | Apertura 2008-Apertura 2009     | Primera División                    |
| Drapeau du Venezuela                          | Alí Cañas             | Clausura 2010-Apertura 2011     | Primera División                    |
| Drapeau de la Colombie · Drapeau du Venezuela | Eduardo Borrero       | Clausura 2012-Apertura 2012     | Primera División                    |
| Drapeau de l'Uruguay · Drapeau du Venezuela   | Saúl Maldonado        | Clausura 2013                   | Primera División                    |
| Drapeau du Venezuela                          | Miguel Acosta         | Apertura 2013                   | Segunda División                    |
| Drapeau du Venezuela                          | Jesús Iglesias        | Apertura 2013-Apertura 2014     | Segunda División                    |
| Drapeau du Venezuela                          | Alberto Valencia      | Apertura 2014-Clausura 2015     | Segunda División                    |
| Drapeau du Venezuela                          | Jorge Pérez           | Clausura 2015                   | Segunda División                    |
| Drapeau du Venezuela                          | Néstor Sánchez        | Clausura 2015                   | Segunda División                    |
| Drapeau du Venezuela                          | Edwin Quilagury       | Adecuación 2015 - Apertura 2016 | Segunda División - Primera División |
| Drapeau du Venezuela                          | José "Patón" González | Apertura 2016                   | Primera División                    |
| Drapeau du Venezuela                          | Jhonny Ferreira       | Clausura 2016 - Apertura 2018   | Primera División                    |
| Drapeau du Venezuela                          | José Manuel Rey       | Clausura 2018 - Apertura 2019   | Primera División                    |
| Drapeau de l'Argentine                        | Silvio Rudman         | Clausura 2019                   | Primera División                    |
| Drapeau du Venezuela                          | May Montoya           | Clausura 2019                   | Primera División                    |
| Drapeau du Venezuela                          | Jhonny Ferreira       | Normalización 2020 - Actualidad | Primera División                    |

## Source
- (es)